# Miguel Jerónimo de Cabrera y Villarroel
Miguel Jerónimo de Cabrera y Villarroel o bien Miguel Jerónimo III de Cabrera y nacido como Miguel Jerónimo Luis de Cabrera y Villarroel (Córdoba, Virreinato del Perú, ca. 1583-ib., gobernación del Tucumán, después de 1630) era un militar, hidalgo, encomendero y funcionario colonial hispano-criollo que fue elegido regidor del Cabildo cordobés en 1607 y posteriormente fue elegido como alcalde de primer voto de la ciudad de Córdoba de la Nueva Andalucía en 1623. Era hijo del teniente de gobernador general cordobés Pedro Luis de Cabrera y Martel, y nieto del adelantado Jerónimo Luis de Cabrera y del teniente de gobernador general tucumano Diego de Villarroel.

## Biografía

### Origen familiar y primeros años

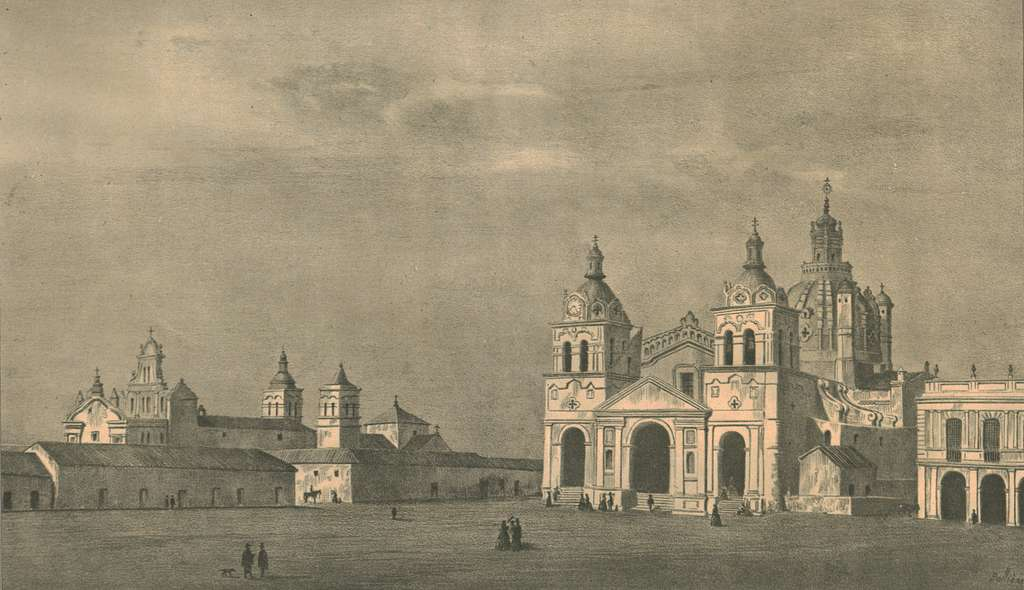
La plaza Mayor de Córdoba con su catedral (litografía de finales de 1857).

Miguel Jerónimo de Cabrera y Villarroel había nacido hacia 1583 en la ciudad de Córdoba de la Nueva Andalucía de la tenencia de gobierno de Córdoba, que formaba parte de la entonces gobernación del Tucumán, la cual a su vez era una entidad autónoma dentro del Virreinato del Perú.
Era hijo del teniente de gobernador general cordobés Pedro Luis de Cabrera y Martel y de su cónyuge Catalina de Villarroel y Maldonado. Los abuelos paternos eran el adelantado Jerónimo Luis de Cabrera y Toledo y su esposa Luisa Martel de los Ríos y Mendoza.
Sus abuelos maternos eran Diego González de Villarroel y Aguirre Meneses, fundador de San Miguel de Tucumán en su primera ubicación y su primer teniente de gobernador general desde 1565 hasta 1569, y su cónyuge María Maldonado de Torres,
Por lo tanto, Miguel Jerónimo era sobrino nieto materno de Francisco de Aguirre, gobernador de la Capitanía General de Chile desde 1554 a 1555 y del Tucumán desde 1565 hasta 1566 y de 1569 a 1570, y bisnieto paterno del alcalde de primer voto panameño Gonzalo Martel de la Puente y Guzmán, XII señor de Almonaster, y de su esposa Francisca Gutiérrez de los Ríos y Lasso de Mendoza, que era una descendiente de la Casa del Infantado.

### Encomendero y cabildante de Córdoba
El maestre de campo Miguel Jerónimo de Cabrera fue tercer señor de la encomienda de Quilino y posteriormente fue elegido regidor del Cabildo de Córdoba en el año 1607.

### Alcalde de primer voto de Córdoba
Años después, fue elegido alcalde de primer voto de la ciudad de Córdoba de la Nueva Andalucía en 1623 y por renuncia de su padre fue alguacil mayor, además fue patrono del Convento de San Francisco.

### Fallecimiento
El encomendero Miguel Jerónimo Luis de Cabrera y Villarroel finalmente fallecería después del año 1630 en alguna parte de la gobernación del Tucumán.

## Matrimonio y descendencia
Miguel Jerónimo III de Cabrera se unió en matrimonio hacia 1620 en la ciudad de Córdoba con María de Sanabria Saavedra y Garay (n. ca. 1596) una hija del gobernador rioplatense-paraguayo Hernando Arias de Saavedra y de su segunda esposa y concuñada Jerónima de Garay y Becerra Contreras (Santa Cruz de la Sierra I de Chiquitos, ca. 1564 - Santa Fe la Vieja, 1649) y por lo tanto, una nieta del gobernador Juan de Garay Ochandiano y Mendieta Zárate, segundo fundador de la ciudad de Buenos Aires el 11 de junio de 1580, y de su cónyuge Isabel de Becerra y Contreras Mendoza.
Fruto del enlace entre Miguel Jerónimo de Cabrera y María de Sanabria Saavedra hubo seis hijos:
- Juana de Cabrera y Sanabria Saavedra[12][13][18] (Córdoba, 1622 - ib., 27 de noviembre de 1656) que se casó en Córdoba el 25 de mayo de 1643 con Pedro de Herrera y Velasco[12][18] (Santiago del Estero,[18] 1618[18] - f. 21 de noviembre de 1660)[18] —un nieto materno del gobernador tucumano Juan Ramírez de Velasco— y con quien tuvo ocho hijos,[12] siendo el segundogénito Alonso de Herrera Cabrera[18] que se enlazaría con Juana de Reyna Salguero[18] (n. Córdoba,[18] 1650)[18] para concebir once hijos, de los cuales, el sexto de ellos fue Pedro de Herrera Velasco y Reyna Salguero[18] (n. ib., 1670)[18] quien se uniría en matrimonio el 27 de septiembre[18] de 1690[18] en Córdoba[18] con su pariente Juana Isabel de Cabrera y Navarrete.[18]

- Catalina de Cabrera y Sanabria Saavedra[12][13] (n. ca. 1624) que se hizo monja.[12]

- Pedro Luis de Cabrera Arias de Saavedra[1][12][13][19] (n. ca. 1626) que se casó en el año 1657[12] con Teresa de Carranza y Cabrera,[12][13] y con quien tuvo descendencia.[12]

- Jerónima de Cabrera y Sanabria Saavedra[12][11][13] (n. ca. 1628) que se casó en Córdoba el 17 de mayo de 1652[11] con el viudo Francisco de la Cámara.[12][11][13]

- María de Sanabria y Cabrera[12][13] (n. ca. 1630) que contrajo matrimonio con Francisco Moyano Cornejo[13] y al enviudar también se hizo monja.[12]

- José de Cabrera y Sanabria Saavedra[13] (n. ca. 1632) que falleció sin descendientes.[13]